# Jukka Rauhala
Jukka Matti Rauhala (* 1. März 1959 in Muurame) ist ein ehemaliger finnischer Ringer und Gewinner der Bronzemedaille bei den Olympischen Spielen 1984 in Los Angeles im freien Stil im Leichtgewicht.

## Werdegang
Jukka Rauhala wurde 1959 in Muurame als Sohn des Gewinners der Silbermedaille bei den Olympischen Spielen 1952 in Helsinki im Ringen des griechisch-römischen Stils im Mittelgewicht Kalervo Rauhala geboren. Es verwundert daher nicht, dass er zusammen mit seinem um ein Jahr jüngeren Bruder Pekka Rauhala 1966 als Jugendlicher beim Ringerclub Teuvan Rivakka ebenfalls mit dem Ringen begann. Er spezialisierte sich dabei voll auf den freien Stil und war schon als Jugendlicher bei den finnischen Meisterschaften in den jeweiligen Altersgruppen sehr erfolgreich. Die Trainer, denen er das meiste zu verdanken hatte, waren Veikko Rauhala u. Toivo Sillanpää.
Bei den Senioren gewann Jukka Rauhala bereits als 17-Jähriger im Jahre 1976 im Fliegengewicht seinen ersten finnischen Meistertitel. Bis 1988 folgten diesem noch weitere acht Titel. 1977 gewann er dabei im Bantamgewicht vor seinem Bruder Pekka, den er in einem „Bruderduell“ im Finale bezwang.
Seinen Einstand bei internationalen Meisterschaften gab Jukka Rauhala im Jahre 1979 bei den EG-Meisterschaften in Manchester im Federgewicht. Er wurde dort hinter dem Deutschen Meister Michael Kuhn Zweiter. Bei den Europameisterschaften 1981 in Łódź war Jukka Rauhala ebenfalls recht erfolgreich, denn er kam dort im Leichtgewicht auf einen hervorragenden 4. Platz und besiegte dabei unter anderem den bundesdeutschen Meister Karl-Heinz Ruch aus Aldenhoven und den starken Türken Fevzi Şeker. Er unterlag aber gegen Michail Tscharatschura aus der UdSSR und gegen Eberhard Probst aus Halle (Saale).
Gute Platzierungen erreichte er auch bei den Europameisterschaften 1982 in Warna und 1985 in Jönköping. In Warna belegte er den 5. Platz und in Jönköping den 6., jeweils im Leichtgewicht. Zum Höhepunkt der Laufbahn von Jukka Rauhala wurden die Olympischen Spiele 1984 in Los Angeles. Er gewann dort mit vier Siegen die Bronzemedaille. Unter seinen vier Siegen waren drei Punkterfolge, für die er mit jeweils einem Fehlpunkt belastet wurde, so dass schon eine Punktniederlage gegen den US-Amerikaner Andrew Rein in der 5. Runde sein Ausscheiden vor dem Finale bewirkte. Er konnte deshalb gegen den Südkoreaner You In-tak nicht mehr um die Goldmedaille kämpfen.
In den Jahren 1985 bis 1988 gelang es Jukka Rauhala bei den internationalen Meisterschaften nicht mehr, noch einmal eine Medaille zu gewinnen. Er erreichte aber bei folgenden Meisterschaften noch hervorragende Ergebnisse: 4. Platz bei der Europameisterschaft 1986 in Athen, 5. Platz, bei der Weltmeisterschaft 1986 in Budapest, 4. Platz bei der Europameisterschaft 1987 in Tampere und 6. Platz bei den Olympischen Spielen 1988 in Seoul. Bei diesen Meisterschaften waren es vor allem die Spitzenkönner Arsen Fadsajew aus der UdSSR und Simeon Schterew aus Bulgarien, die größere Erfolge von Jukka Rauhala verhinderten.
Nach den Olympischen Spielen 1988 beendete Jukka Rauhala im Gegensatz zu seinem Bruder Pekka, der noch bis zu den Olympischen Spielen 1992 aktiv war, seine Ringerlaufbahn. Er absolvierte ein Studium und ist heute Diplom-Ingenieur und auf dem Gebiet der Informatik (Fa. Nokia) tätig. Von 1993 bis 1996 war er Angehöriger des finnischen Olympischen Komitees. Im Ringersport engagiert er sich nach wie vor als Trainer im Nachwuchsbereich. Er sitzt zudem im Ausschuss des europäischen Ringerverbandes CELA.

## Internationale Erfolge
(OS = Olympische Spiele, WM = Weltmeisterschaft, EM = Europameisterschaft, F = freier Stil, Fl= Fliegengewicht, Ba = Bantamgewicht, Fe = Federgewicht, Le = Leichtgewicht, We = Weltergewicht, damals bis 52 kg, 57, kg, 62 kg, 68 kg u. 74 kg Körpergewicht)
- 1979, 2. Platz, EG-Meisterschaft in Manchester, F, Fe, hinter Michael Kuhn, BRD u. vor Brian Aspen, Vereinigtes Königreich;
- 1980, 11. Platz, EM in Prievidza, F, Fe, Sieger: Magomedgassan Abuschew, UdSSR vor Simeon Schterew, Bulgarien u. Zoltán Szalontai, Ungarn;
- 1981, 4. Platz, EM in Łódź, F, Le, mit Siegen über Oscar Seghers, Belgien, Karl-Heinz Ruch, BRD, Fevzi Şeker, Türkei u. Octavian Duca, Rumänien u. Niederlagen gegen Michail Tscharatschura, UdSSR u. Eberhard Probst, DDR;
- 1981, 12. Platz, WM in Skoplje, F, Le, mit einem Sieg über Oscar Seghers u. Niederlagen gegen Šaban Sejdi, Jugoslawien u. Gric Brunel, Frankreich;
- 1982, 2. Platz, Turnier der Sportorganisation TUL in Helsinki, F, Le, hinter Stepan Sarkisjan, UdSSR u. vor Kari Lehtonen, Finnland;
- 1982, 5. Platz, EM in Warna, F, Le, hinter Boris Budajew, UdSSR, Zoltan Szanlontai, Ungarn, Iwan Jankow, Bulgarien u. Uwe Mauksch, DDR u. vor Georgios Athanasiadis, Griechenland;
- 1982, 16. Platz, WM in Edmonton, F, Le, Sieger: Michail Tscharatschura, UdSSR vor Raul Cascaret Fonseca, Kuba u. Eberhard Probst;
- 1983, 10. Platz, WM in Kiew, F, Le, Sieger: Arsen Fadsajew, UdSSR vor Bujandelgeriin Bold, Mongolei u. Kamen Penew, Bulgarien;
- 1984, 1. Platz, Großer Preis der Bundesrepublik Deutschland, F, Le, vor Viliam Hönsch, ČSSR, Erwin Knosp, BRD, David McKay, Kanada u. Rene Neyer, Schweiz;
- 1984, 6. Platz, EM in Jönköping, F, Le, mit Siegen über Aldo Ortelli, Italien, Lubomir Holoubek, ČSSR u. Georgios Athanasiadis u. Niederlagen gegen Kamen Penew, Bulgarien u. Arsen Fadsajew, UdSSR;
- 1984, Bronzemedaille, OS in Los Angeles, F, Le, mit Siegen über Hamed, Ägypten, Giorgios Athanasiadis, Bailiss, Vereinigtes Königreich u. Masakazu Kamimura, Japan u. einer Niederlage gegen Andrew Rein, USA;
- 1985, 7. Platz, EM in Leipzig, F, Le, nach Niederlagen gegen R. Neyer u. Simeon Schterew, Bulgarien;
- 1986, 4. Platz, EM in Athen, F, Le, hinter Abdulla Magomedow, UdSSR, Simeon Schterew u. Jan Szymański, Polen u. vor Georgios Athanasiadis u. Ahmet Çakıcı, BRD;
- 1986, 5. Platz, WM in Budapest, F, Le, hinter Arsen Fadsajew, Andre Metzger, USA, Simeon Schterew u. Eugenio Montero, Kuba u. vor David McKay;
- 1987, 4. Platz, EM in Tampere, F, Le, hinter Arsen Fadsajew, Georgios Athanasiadis u. Simeon Schterew u. vor Daniel Santoro, Frankreich u. Daniel Ionita, Rumänien;
- 1987, 11. Platz, WM in Clermont-Ferrand, F, Le, Sieger: Arsen Fadsajew vor Georgios Athanasiadis u. Andre Metzger;
- 1988, 2. Platz, Großer Preis der ČSSR in Prag, F, Le, hinter David McKay u. vor Georg Schwabenland, BRD;
- 1988, 14. Platz, EM in Manchester, Fe, Le, Sieger: Arsen Fadsajew vor Attila Podolszki, Ungarn u. Bechtschet Selimow, Bulgarien;
- 1988, 6. Platz, OS in Seoul, F, Le, hinter Arsen Fadsajew, Park Jang-Soon, Südkorea, Nate Carr, USA, Akaishi Kosei, Japan u. David McKay

## Finnische Meisterschaften
- 1976, 1. Platz, F. Fl, vor Raimo Hilden u. Tapio Savola,
- 1977, 1. Platz, F, Ba, vor Pekka Rauhala u. Terjo Salminen,
- 1978, 1. Platz, F, Fe, vor Harri Uusimäki u. Pauli Salimäki,
- 1979, 1. Platz, F, Fe, vor Pekka Vehviläinen u. Hannu Rantala,
- 1980, 2. Platz, F, Le, hinter Kari Övermark u. vor Kari Remsu,
- 1981, 1. Platz, F, Le, vor Hannu Övermark u. Kai Lehtonen,
- 1982, 1. Platz, F, Le, vor Hannu Övermark u. Kari Pehkonen,
- 1983, 1. Platz, F, Le, vor Harri Uusimäki u. Kari Övermark,
- 1985, 1. Platz, F, Le, vor Veli Perkkiö u. Kari Övermark,
- 1986, 1. Platz, F, Le, vor Jorma Kaakaanpää u. Jukka Loikas,
- 1987, 2. Platz, F, We, hinter Kari Pehkonen u. vor Hannu Rantala